# Rika Hongo
Rika Hongo (本郷理華 Hongo Rika?,  Sendai, Japón, 6 de septiembre de 1996) es una patinadora de patinaje artístico sobre hielo japonesa. Ha sido doble ganadora del Torneo de los Cuatro Continentes, ganadora de la Copa Rostelecom 2014, ganadora del Trofeo de Finlandia de 2014 y medallista de plata de los nacionales de Japón de 2014-2015.

## Primeros años
Hongo nació el 6 de septiembre de 1996 en Sendai, Japón. Su madre, Yūko, también fue patinadora artística y su padre es oriundo del Reino Unido. Desde 2015 asiste a la Universidad Chukyo.

## Carrera

### Inicios
Comenzó a patinar en 2001 y se trasladó a Nagoya a la edad de nueve años para entrenar con Hiroshi Nagakubo.

### Trayectoria

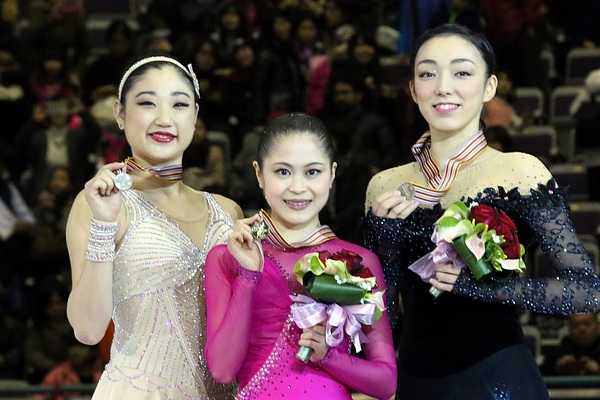
Torneo de los Cuatro Continentes, en el podio: Nagasu, Miyahara y Hongo.

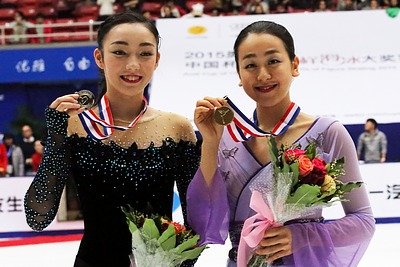
Asada y Hongo en la Copa de China de 2015.

Hongo hizo su debut júnior en el Grand Prix de 2012-2013, ganó una medalla de plata en el evento de Francia y quedó en quinto lugar en Croacia. Fue elegida junto con Satoko Miyahara para representar a su país en el Campeonato del Mundo de 2013 con sede en Milán, Italia, la patinadora terminó en noveno lugar. La temporada 2013-2014 la inició con participaciones en eventos de Grand Prix, en el Campeonato del Mundo de 2014 celebrado en Bulgaria, quedó en la octava posición. Hizo su debut internacional como sénior en el Trofeo Triglav, donde ganó la medalla de oro. Hongo inició la temporada 2014-2015 ganando el oro en el Abierto de Asia y un bronce en el Trofeo de Finlandia del mismo año, un evento de la ISU Challenger Series. Hizo su debut como sénior en el evento de Grand Prix, el Skate Canadá de 2014 donde obtuvo el quinto lugar. En su segundo evento de Grand Prix, la Copa Rostelecom de 2014, ganó la medalla de oro.
En el Campeonato de Japón ganó la medalla de plata detrás de Miyahara, se hizo además con la medalla de bronce en el Campeonato de los Cuatro Continentes de 2015. En el Campeonato del Mundo de 2015 celebrado en Shanghái, Hongo quedó en sexto lugar. La patinadora ganó una competición local de patinaje llamada la Summer Cup en la Prefectura de Shiga en Japón, más adelante ganó el oro en el Trofeo de Finlandia de 2015. En su primer Copa de China en 2015 ganó la medalla de plata pero bajó hasta el quinto lugar en su segunda Copa Rostelecom en 2015, no calificó a la final del Grand Prix de esa temporada. Ganó el bronce en el Torneo de los Cuatro Continentes celebrado en Taipéi y quedó en el octavo lugar del Campeonato del Mundo de 2016, con sede en Boston, Estados Unidos. Hongo reemplazó a Miyahara en el Torneo de los Cuatro Continentes de 2017, finalizó en la posición número 10. Obtuvo una medalla de plata en el Trofeo Ondrej Nepela de 2017.

## Programas
|           | Programa corto                                                             | Programa libre                                                    | Exhibición                           |
| --------- | -------------------------------------------------------------------------- | ----------------------------------------------------------------- | ------------------------------------ |
| 2018-2019 |                                                                            |                                                                   |                                      |
| 2017-2018 | Carmina Burana de Carl Orff                                                | Frida de Elliot Goldenthal                                        | Black Pink (Coreografía de Misha Ge) |
| 2016-2017 | Carmina Burana de Carl Orff                                                | Lawrence of Arabia de Maurice Jarre (Coreografía de Akiko Suzuki) |                                      |
| 2015-2016 | Incantation de Benoit Jutras                                               | Reel Around The Sun de Bill Whelan                                | Let's Get Loud de Jennifer Lopez     |
| 2014-2015 | Le Corsaire de Adolphe Adam, Ludwig Minkus (Coreografía de Kenji Miyamoto) | Carmen de Georges Bizet                                           | Thriller de Michael Jackson          |
| 2013-2014 | Don Quixote de Ludwig Minkus                                               | Miss Saigon de Claude-Michel Schönberg                            |                                      |
| 2012-2013 | Samson and Delilah de Camille Saint-Saëns                                  | El lago de los cisnes de Piotr Chaikovski                         |                                      |

## Resultados nivel śenior
- Las mejores marcas personales aparecen en negrita

| Temporada 2018-2019        | Temporada 2018-2019             | Temporada 2018-2019 | Temporada 2018-2019 | Temporada 2018-2019 |
| Fecha                      | Evento                          | Programa corto      | Programa libre      | Total               |
| -------------------------- | ------------------------------- | ------------------- | ------------------- | ------------------- |
| 20–24 de diciembre de 2018 | Campeonato de Japón 2018-2019   | 17 55.93            | 16 107.25           | 17 163.18           |
| 2–4 de noviembre de 2018   | Grand Prix de Finlandia de 2018 | 11 51.11            | 7 105.48            | 10 156.59           |

| Temporada 2017-2018                     | Temporada 2017-2018                          | Temporada 2017-2018 | Temporada 2017-2018 | Temporada 2017-2018 |
| Fecha                                   | Evento                                       | Programa corto      | Programa libre      | Total               |
| --------------------------------------- | -------------------------------------------- | ------------------- | ------------------- | ------------------- |
| 21–24 de diciembre de 2017              | Campeonato de Japón de 2017-2018             | 3 70.48             | 8 127.14            | 6 197.62            |
| 10–12 de noviembre de 2017              | Trofeo NHK 2017                              | 4 65.83             | 7 122.00            | 7 187.83            |
| 27–29 de octubre de 2017                | Skate Canada International 2017              | 6 61.60             | 6 114.74            | 6 176.34            |
| 21–23 de septiembre de 2017             | Trofeo CS Ondrej Nepela de 2017              | 2 66.49             | 2 123.49            | 2 189.98            |
| Temporada 2016-2017                     |                                              |                     |                     |                     |
| Fecha                                   | Evento                                       | Programa corto      | Programa libre      | Total               |
| 29 de marzo – 2 de abril de 2017        | Campeonato Mundial de 2017                   | 12 62.55            | 18 107.28           | 16 169.83           |
| 10–12 de marzo de 2017                  | Coupe du Printemps de 2017                   | 1 59.27             | 1 103.29            | 1 162.56            |
| 23–26 de febrero de 2017                | Juegos de invierno de Asia 2017              | 2 60.98             | 4 100.39            | 4 161.37            |
| 15–19 de febrero de 2017                | Campeonato de los Cuatro Continentes de 2017 | 9 59.16             | 13 108.26           | 10 167.42           |
| 22–25 de diciembre de 2016              | Campeonato de Japón de 2016-2017             | 2 69.20             | 6 125.08            | 5 194.28            |
| 18–20 de noviembre de 2016              | Copa de China 2016                           | 6 63.63             | 6 118.12            | 5 181.75            |
| 28–30 de octubre de 2016                | Skate Canada International 2016              | 4 65.75             | 8 105.44            | 6 171.19            |
| 29 de septiembre – 1 de octubre de 2016 | CS Autumn Classic International de 2016      | 4 60.33             | 4 110.01            | 4 170.34            |
| Temporada 2015-2016                     |                                              |                     |                     |                     |
| Fecha                                   | Evento                                       | Programa corto      | Programa libre      | Total               |
| 28 de marzo – 3 de abril de 2016        | Campeonato Mundial de 2016                   | 7 69.89             | 8 129.26            | 8 199.15            |
| 16–21 de febrero de 2016                | Campeonato de los Cuatro Continentes de 2016 | 4 64.27             | 5 117.51            | 3 181.78            |
| 24–27 de diciembre de 2015              | Campeonato de Japón de 2015                  | 2 68.39             | 4 124.89            | 4 193.28            |
| 20–22 de noviembre de 2015              | Copa Rostelecom 2015                         | 6 63.45             | 5 115.67            | 5 179.12            |
| 6–8 de noviembre de 2015                | Copa de China 2015                           | 2 65.79             | 1 129.97            | 2 195.76            |
| 9–11 de octubre de 2015                 | Trofeo CS Finlandia de 2015                  | 1 65.75             | 1 121.70            | 1 187.45            |
| Temporada 2014-2015                     |                                              |                     |                     |                     |
| Fecha                                   | Evento                                       | Programa corto      | Programa libre      | Total               |
| 23–29 de marzo de 2015                  | Campeonato Mundial de 2015                   | 5 62.17             | 5 122.41            | 6 184.58            |
| 15–19 de febrero de 2015                | Campeonato de los Cuatro Continentes de 2015 | 3 61.28             | 3 116.16            | 3 177.44            |
| 26–28 de diciembre de 2014              | Campeonato de Japón de 2014                  | 1 66.70             | 2 121.93            | 2 188.63            |
| 11–14 de diciembre de 2014              | Final del Grand Prix de 2014–2015            | 5 61.10             | 5 115.03            | 6 176.13            |
| 14–16 de noviembre de 2014              | Copa Rostelecom 2014                         | 2 59.85             | 1 118.15            | 1 178.00            |
| 31 de octubre – 2 de noviembre de 2014  | Skate Canada International 2014              | 5 59.10             | 5 112.37            | 5 171.47            |
| 9–12 de octubre de 2014                 | Trofeo CS Finlandia de 2014                  | 3 52.11             | 3 101.60            | 3 153.71            |
| 7–10 de agosto de 2014                  | Trofeo de Asia de 2014                       | 1 57.91             | 2 110.98            | 1 168.89            |